# Related Designs
Related Designs (інша назва — Related Designs Software) — колишня німецька компанія, яка займалася розробкою стратегічних відеоігор для персональних комп'ютерів, відома за розробку серії відеоігор Anno (Anno 1701, Anno 1404, Anno 2070), а також створенням стратегій в реальному часі, таких як No Man's Land і Castle Strike. Заснована 1995 року Томасом Поткімпером, Буркхардом Ратхейзом, Томасом Штайном та Йенсом Вієлабеном. З 2007 року компанія є також дочірньою компанією Ubisoft. Головний офіс компанії розташовувався в Майнці, Німеччина. 18 червня 2014 року компанія була закрита й інтегрована в компанію Blue Byte.

## Історія
Заснована у 1995 році Томасом Поткімпером, Буркхардом Ратхейзом, Томасом Штайном та Йенсом Вієлабеном.
Після того, як студія була придбана компанією Sunflowers Interactive, в 2007 році Ubisoft купила 30 % акцій Related Designs. Станом на травень 2008 року компанія налічувала 50 співробітників. 11 квітня 2013 року Ubisoft придбала решту акцій компанії (70 %), таким чином роблячи Related Designs дочірньою компанією Ubisoft. З того часу компанія постійно співпрацювала разом із Blue Byte. 18 червня 2014 року компанія була повністю інтегрована в Blue Byte.

## Розроблені відеоігри
| Рік  | Назва                        | Жанр / Тип                                                 | Платформа         |
| ---- | ---------------------------- | ---------------------------------------------------------- | ----------------- |
| 2000 | America                      | Стратегічна відеогра в реальному часі                      | Microsoft Windows |
| 2001 | America AddOn                | Доповнення                                                 | Microsoft Windows |
| 2003 | No Man's Land                | Стратегічна відеогра в реальному часі                      | Microsoft Windows |
| 2003 | Castle Strike                | Стратегічна відеогра в реальному часі                      | Microsoft Windows |
| 2006 | Anno 1701                    | Стратегічна відеогра в реальному часі                      | Microsoft Windows |
| 2007 | Anno 1701: The Sunken Dragon | Доповнення                                                 | Microsoft Windows |
| 2009 | Anno 1404                    | Стратегічна відеогра в реальному часі                      | Microsoft Windows |
| 2010 | Anno 1404: Venice            | Доповнення                                                 | Microsoft Windows |
| 2011 | Anno 2070                    | Стратегічна відеогра в реальному часі                      | Microsoft Windows |
| 2014 | Might & Magic Heroes Online  | Покрокова багатокористувацька стратегічна рольова відеогра | Microsoft Windows |